# Girardinus creolus
Girardinus creolus es un pez de la familia de los pecílidos en el
orden de los ciprinodontiformes.

## Morfología
Los machos pueden alcanzar los 4,4 cm de longitud y las hembras los 7 cm.

## Distribución geográfica
Se encuentran en Cuba.